# 心包
心包，又名心包膜、心膜或圍心囊，是一個圆锥形雙層纤维浆膜囊，包裹心臟和出入心臟大血管根部。心包的兩層分別为：
- 内层的浆膜心包（英語：serous pericardium）
- 外层的纤维心包（英語：fibrous pericardium）

## 語源
心包的學名  來自希臘語的（環繞、周圍）與（心臟）兩字合成的/perikardion/。

## 解剖
心包是一個堅靭的雙層膜囊，包裹整顆心臟。兩層心包之間的潜在腔隙被称为心包腔，其内有心包液（是一种浆液）以保護心臟免受外來撞擊影響，並有润滑作用。
人体在胚胎发育时，心包腔起初只是生心区的腔隙，为倒U字形胚内体腔，称为围心腔（pericardial coelom）或心周腔，其后才发育为心包腔（pericardial cavity）。
在內層的浆膜心包分为壁层（parietal pericardium）和臟层（visceral pericardium）两层。壁層已跟纖維心包融合成一體，不能分開；臟层又称心外膜（epicardium），是心臟肌肉以外最貼近的保護層。臟壁两层在出入心根部互相移行。两层之间。在心包腔内，臟壁两层折返处的间隙被称为心包窦，主要有心包横窦、心包斜窦和心包前下窦三者。
纤维心包则是由致密的纤维结缔组织组成。它在出入心大血管的根部与后者的外膜相连接。

## 圖庫

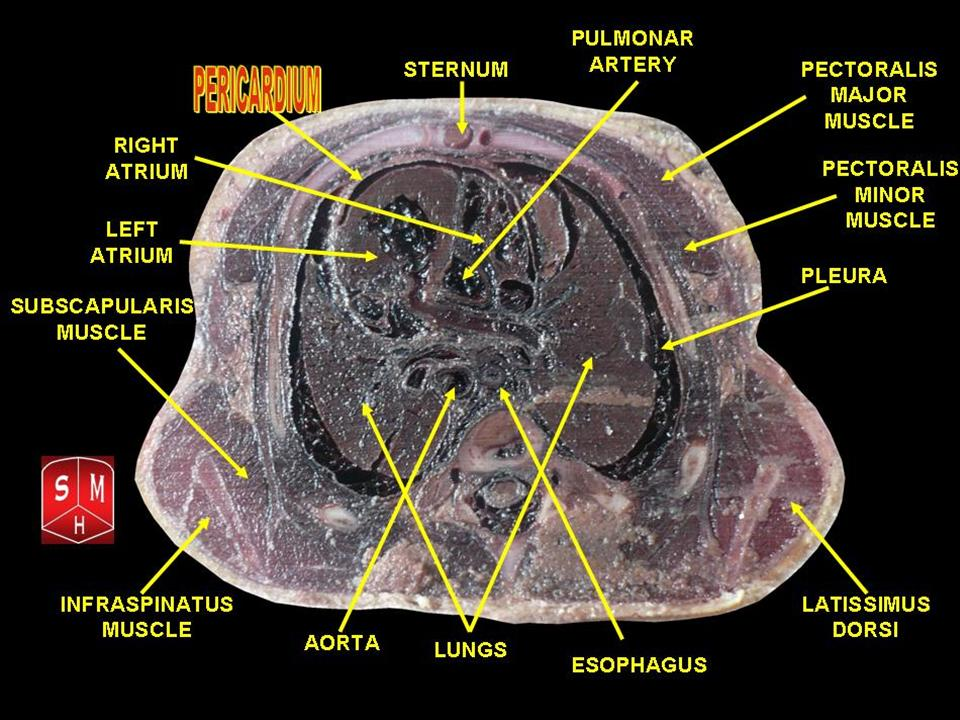
心包
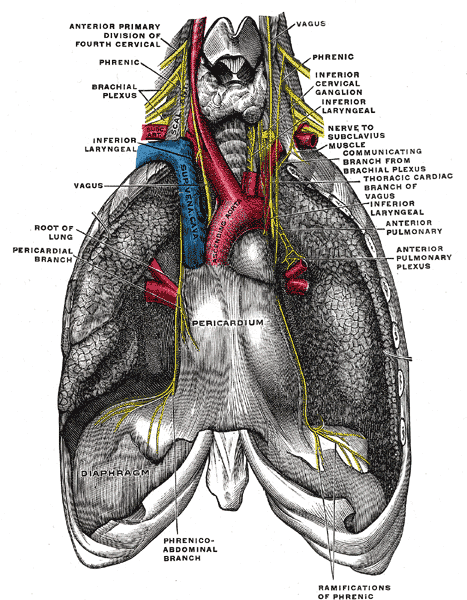
橫膈神經及其與迷走神經的關係。
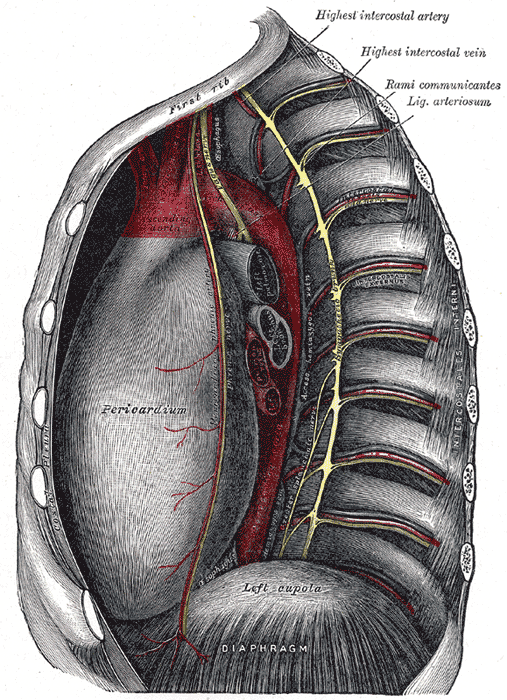
交感神經軀幹的胸廓部。
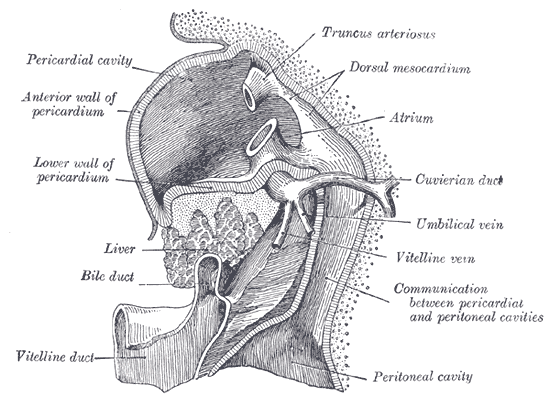
有橫隔的肝臟。長3毫米的人類胚胎。
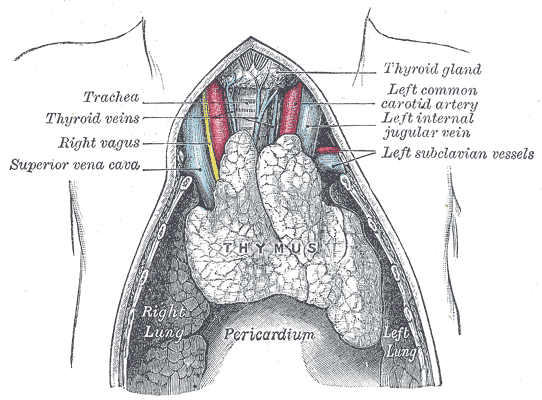
一個足月胎兒的胸腺暴露在原位。
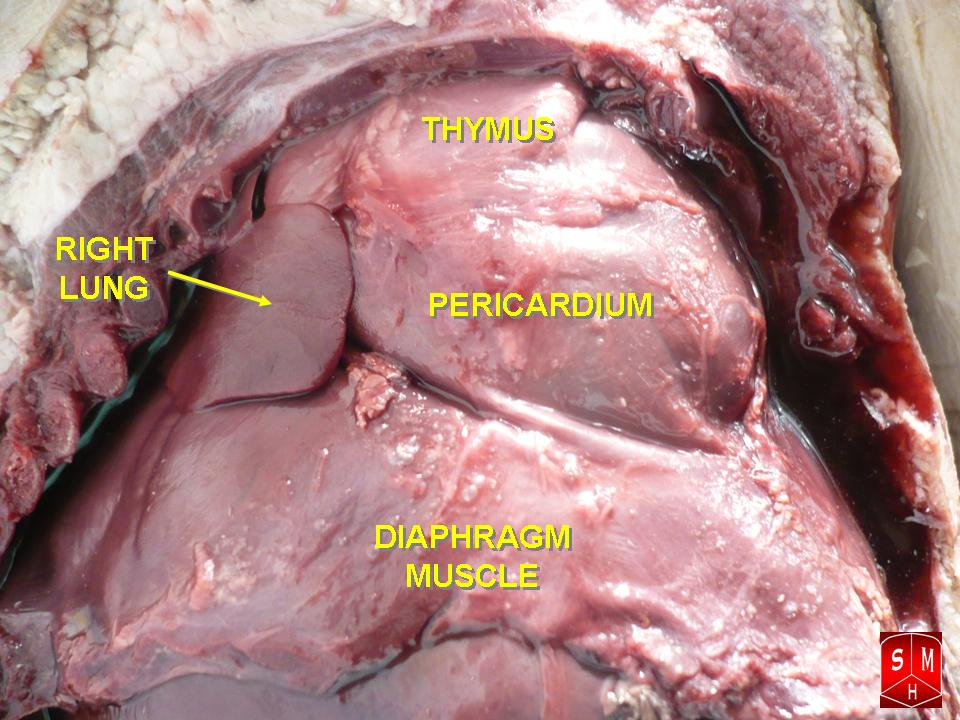
胎兒心包
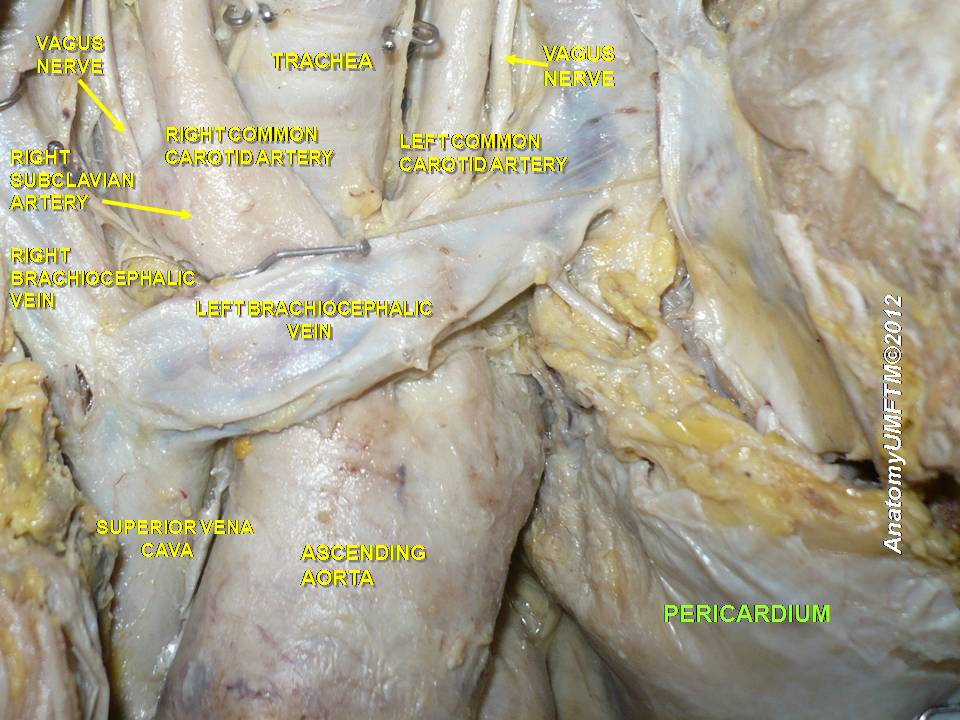
心包
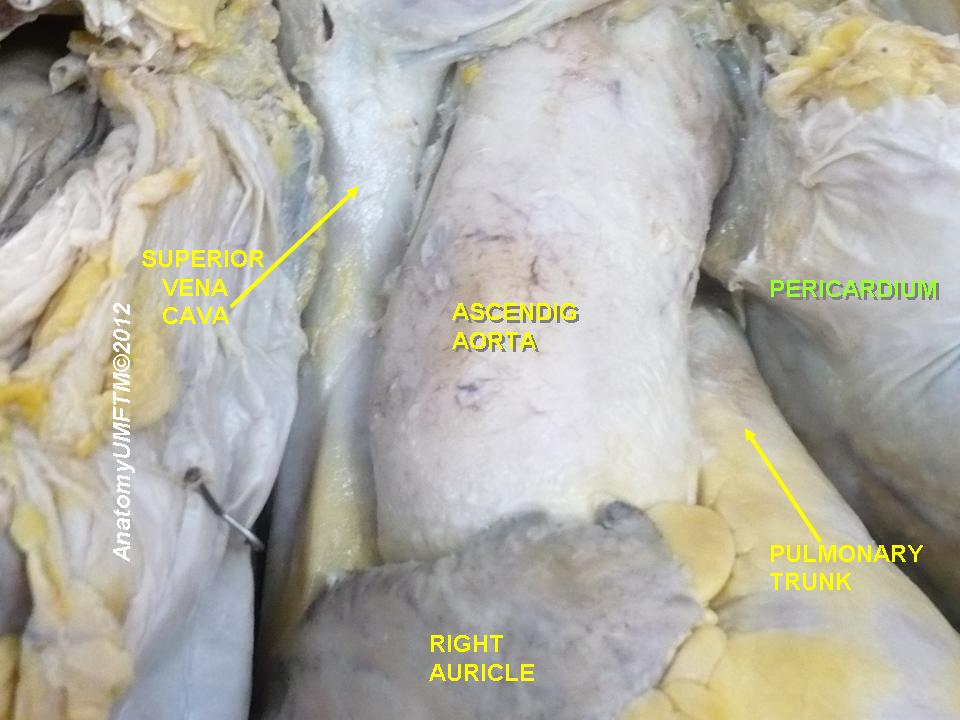
心包
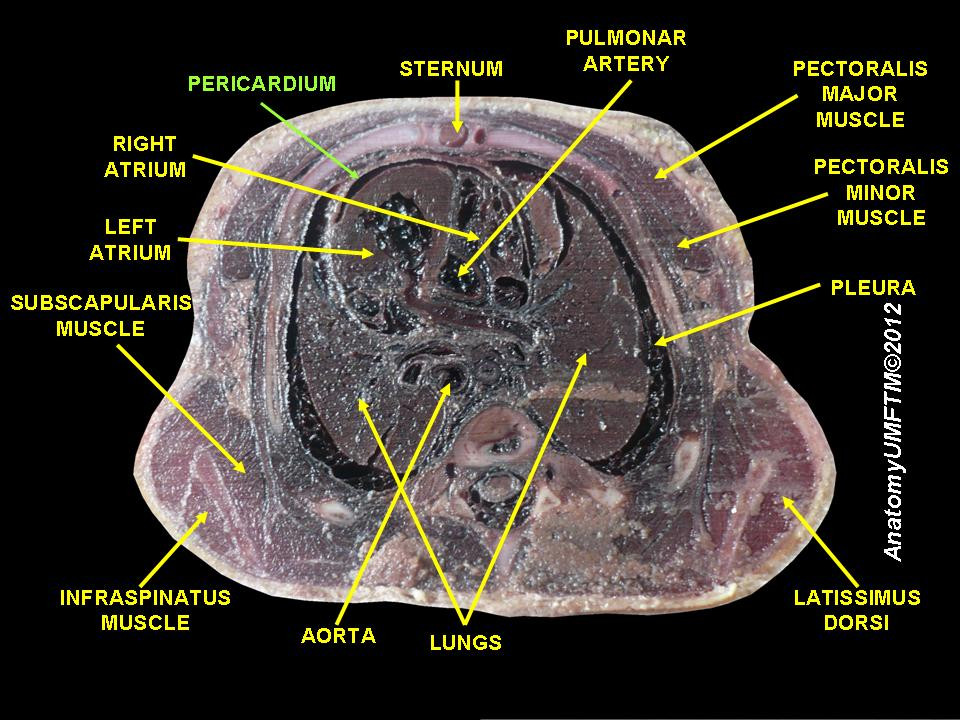
心包
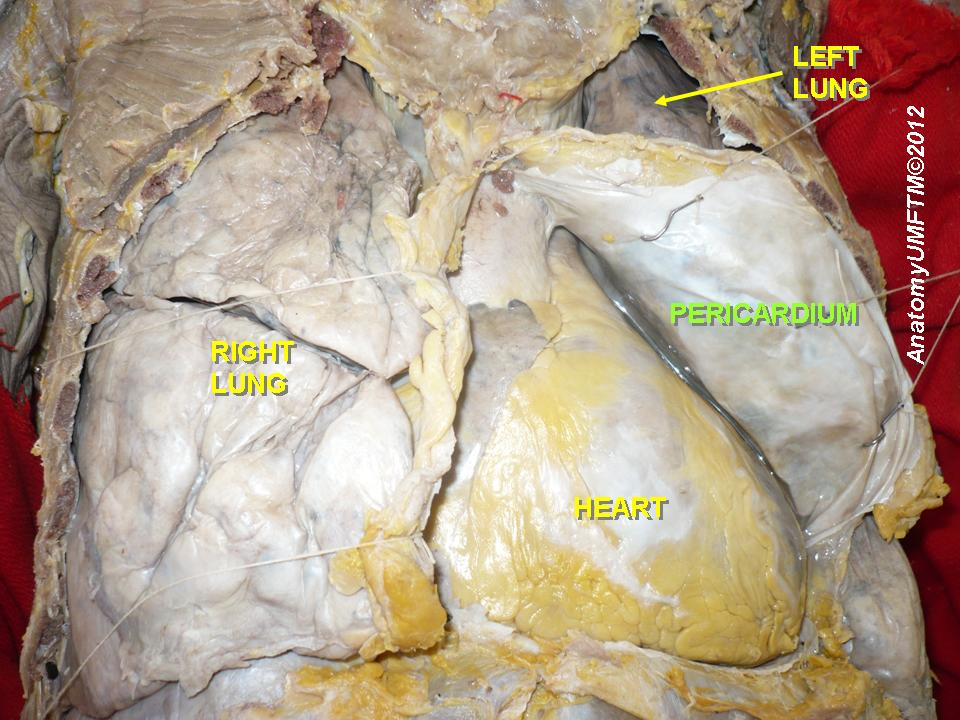
心包

## 參看
- 心包炎

## 外部連結
- 人体解剖学在线（Human Anatomy Online）网站上的相关图片：21:st-1500 - "Mediastinum: Pericardium (pericardial sac)"
- （英文）thoraxlesson4 在韦斯利诺曼的解剖课上（乔治城大学） (heartpericardium)